# Broekbakema

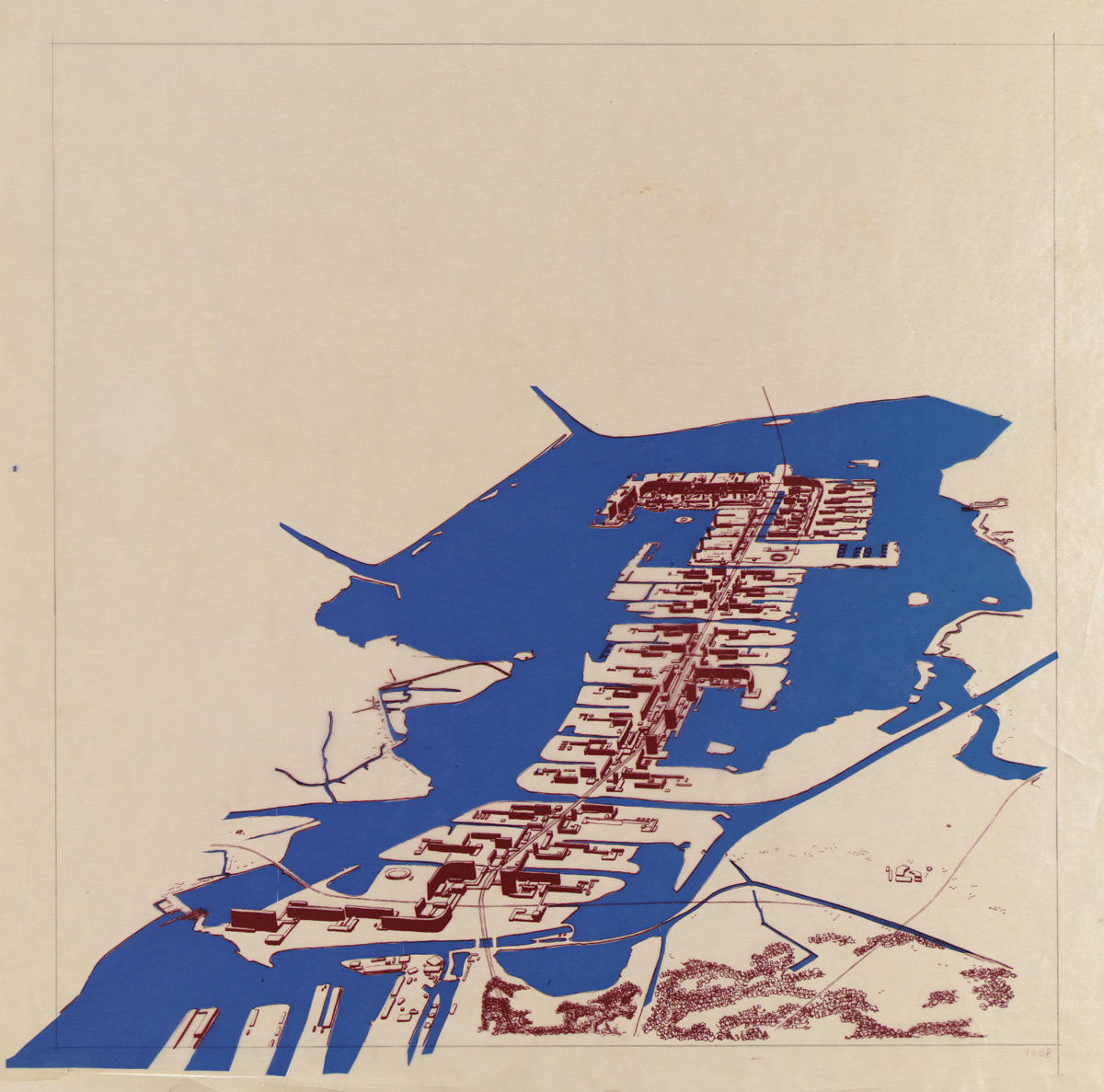
Uitbreidingsplan Pampus, Amsterdam, 1964-1965

Broekbakema is een architectenbureau uit Rotterdam. Het bureau komt voort uit architectenbureau Van den Broek en Bakema, het bureau van Jo van den Broek en Jaap Bakema, dat een bijzondere plaats inneemt in de naoorlogse Nederlandse architectuurgeschiedenis. Het bureau opereert sinds 2005 onder zijn huidige naam.

## Geschiedenis
Het architectenbureau Van den Broek en Bakema vond zijn oorsprong in het bureau Michiel Brinkman (1873-1925), dat omstreeks 1910 werd opgericht. Brinkman is vooral bekend als ontwerper van het bekende Justus van Effencomplex in Spangen vlak bij het Sparta-stadion in Rotterdam (1922).
Toen Michiel Brinkman overleed werd Leendert van der Vlugt (1894-1936) als opvolger gevraagd, omdat de zoon van Michiel Brinkman nog in Delft studeerde aan de Technische Hogeschool voor civiel ingenieur. Het bureau heet van 1925 tot 1936 Brinkman en Van der Vlugt. Jan Brinkman (1902-1949) wordt de man die de relaties verzorgt en Van der Vlugt is de bevlogen ontwerper van onder meer de beroemde Van Nelle Fabriek (1925-1931), Huis Sonneveld (1932/1933) en het Feyenoord-stadion "De Kuip"(1936).
Na het overlijden van Van der Vlugt (1936) werd zijn werk voortgezet door Jo van den Broek. Van den Broek was toen al tien jaar werkzaam als zelfstandig architect. Het bureau heet van 1936 tot 1951 Brinkman en Van den Broek. Met Jan Brinkman realiseerde hij vooral in Rotterdam een aanzienlijke reeks projecten, waaronder delen van het Rotterdamse plan Blijdorp.

## Start Van den Broek en Bakema
Toen Van den Broek in 1948 werd benoemd tot hoogleraar aan de Technische Hogeschool in Delft associeerde hij zich met Jaap Bakema (1914-1981). Bakema is in de jaren zestig ook bekend geworden als lid van Team X (de groep jonge architecten die het tiende congres van de CIAM in Dubrovnik organiseert) en als redacteur van het tijdschrift Forum. Het bureau heet dan enkele jaren Brinkman, Van den Broek en Bakema.
Na het overlijden van Jan Brinkman heet het bureau vanaf 1951 Architectenbureau Van den Broek en Bakema. Het bureau verwierf in deze periode grote naam met onder andere ontwerpen voor de Rotterdamse Lijnbaan, het auditorium van de Technische Universiteit Delft en het Pampusplan. Niet alle ontwerpen van het bureau worden door iedereen gewaardeerd. Zo werd de oude Entre Deux in Maastricht al vóór de oplevering niet erg passend binnen de omgeving gevonden.
In 1971 werd de directie uitgebreid met Hans Boot, Jan de Groot, Joop Rijnsdorp en Jan Stokla. De naam van het bureau veranderde in Architectengemeenschap Van den Broek en Bakema. In 1978 overleed Van den Broek en in 1981 Bakema. Toen in een later stadium Jan Stokla zich om gezondheidsredenen uit het bureau terugtrok nam Wim van der Jagt zijn plaats in.

## Ontwikkeling na overlijden Bakema
Na het overlijden van Bakema in 1981 werd het bureau onder dezelfde naam door zijn mededirectieleden voortgezet. In 1988 vormden Meindert Booij, Jan van Iersel en Henk Verbij een nieuwe directie en de naam van het bureau veranderde weer in Architectenbureau Van den Broek en Bakema. In de periode die volgde waren het KLM Operations Control Centre, de Plantenziektenkundige Dienst in Wageningen en het masterplan voor Organon in Oss, de belangrijkste projecten. Na zijn ervaring als projectarchitect van het KLM OCC trad Erik van Eck in 2002 toe tot de directie.
Het bureau fuseerde in 2005 met SAAS architecten. Dit bureau was bekend van hun ontwerp voor Almere dat in 1999 de eerste prijs won bij de Europan 5 prijsvraag en het Loungin' paviljoen in Rotterdam. Aldo Vos en Siebold Nijenhuis traden toe tot de directie en de nieuwe werknaam werd Broekbakema. Sinds januari 2007 trok Henk Verbij zich terug uit de directie van het bureau.
In november 2012 werd de directie verminderd tot drie, Erik van Eck, Aldo Vos en Roger Tan. Meindert Booij en Jan van Iersel traden uit de dagelijks leiding, maar bleven werkzaam als architect. Siebold Nijenhuis startte onder eigen naam een bureau. In september 2017 trok Roger Tan zich terug, waardoor de directie onder leiding van Erik van Eck en Aldo Vos nu doorgaat.
Het bureau is gehuisvest in de Van Nelle Fabriek, die door Brinkman en Van der Vlugt was ontworpen en sinds 2014 UNESCO werelderfgoed is.

## Bekende ontwerpen

### Rotterdam
- Winkelcentrum Lijnbaan
- Renovatie en overkapping tribunes Stadion Feyenoord "De Kuip"
- Winkelpanden van Ter Meulen en H.H. de Klerk aan het Binnenwegplein
- Magazijn van Ter Meulen aan de Vlaardingweg (Nu Spaanse Kubus)
- Winkelpanden aan de Hoogstraat (Huf en Galeries Modernes)
- Van Dam Ziekenhuis
- Gebouw van LantarenVenster aan de Gouvernestraat, in 2010 is het theater verhuisd naar de Kop van Zuid
- Aankomsthal en werkplaatsen van de Holland-Amerika Lijn (Kop van Zuid)
- Rotterdamsche Studenten Sociëteit "Hermes", onderkomen van het Rotterdamsch Studenten Corps sinds 4 juli 1969
- Gebouw van het Montessori Lyceum Rotterdam

### Buiten Rotterdam

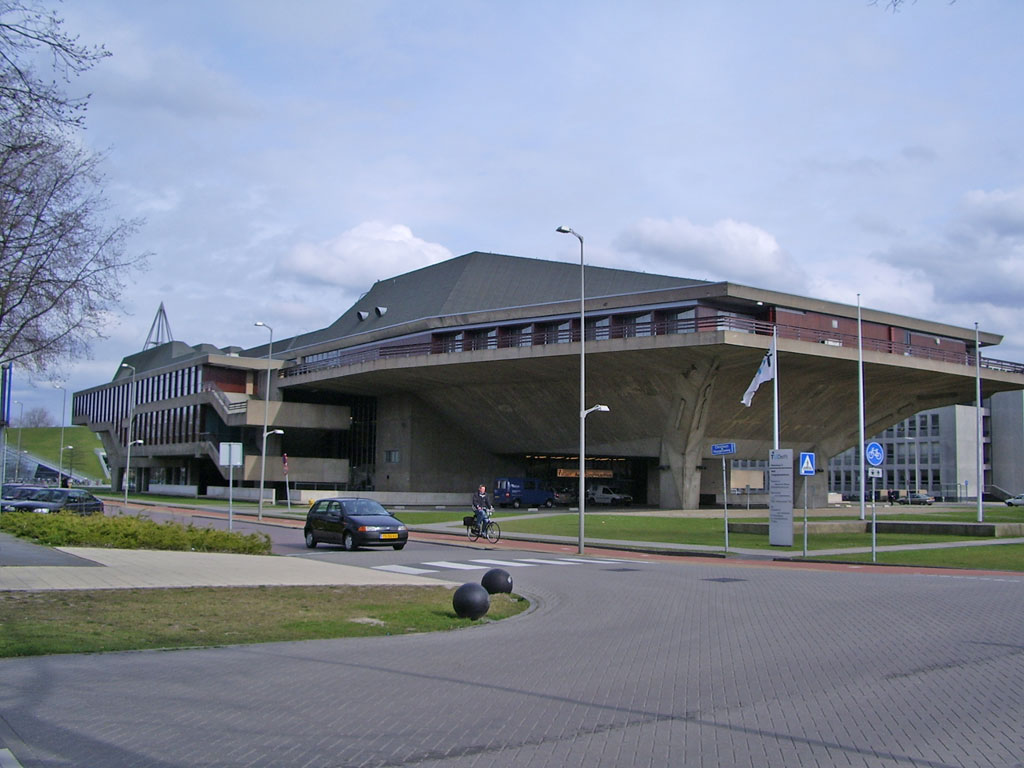
Aula TU Delft

- 1956-1970: Faculteitsgebouw Bouwkunde van de TU Delft, afgebroken na een brand in 2008
- 1957-1960: Wereldomroepgebouw, Hilversum
- 1958-1966: Aula van de Technische Universiteit Delft
- 1959-1960: Samen op weg-kerk, Nagele
- 1960 (oplevering): Winkelcentrum Binnenhof, Amstelveen
- 1960: Flatgebouw Bartningallee 7, Berlin-Hansaviertel
- 1960-1967: Gemeentehuis van Marl, Duitsland
- 1962-1968: Gebouw Postcheque- en Girodienst, Arnhem, verbouwd tot appartementen
- 1961?: Computercentrum Postbank, sinds 2009 ING, Velperweg Arnhem
- 1963?: Het Dorp, Arnhem
- 1966-1968: Luxe Wandelbosflats, Tilburg (Zwartvenseweg 20-196)
- 1969-1971: Schoolgebouw Glückstädter Weg, Hamburg, in 2021 gesloopt
- 1969-1973: Schoolgebouw Gropiusring, Hamburg, in 2019 gesloopt
- 1969-1976: Gemeentehuis van Ede; in 2009-2012 door Broekbakema gerenoveerd en verbouwd
- 1970: Tjaardaflats, Drachten
- 1970 (oplevering): Paroolgebouw, Wibautstraat 131, Amsterdam
- 1970-1979: Warenhuis Grand Bazar, Maastricht, in 2004 gesloopt voor nieuwbouw Entre Deux
- 1972 (oplevering): Stadhuis van Terneuzen
- 1975 (oplevering): Heineken-brouwerij, Zoeterwoude
- 1976: Minervaflat Mercuriusplein, Assen; projectarchitect: J.P. (Piet) Balhuizen (1928-2012)
- 1982: Gemeentehuis van Twello, in 2020 gestript en herbouwd
- 1987: (Voormalig) hoofdkantoor ABN AMRO
- 1987-1999: Hojel City Center Utrecht
- 1995-2001: Masterplan Organon, Oss
- 1997-2000: Operations Control Centre KLM, Schiphol
- 2005-nu: Masterplan Brightlands Chemelot Campus, Geleen, inclusief ontwerp van o.a. researchfaciliteiten Lanxess (2012), DSM (2014) en SABIC (2016)
- 2006-nu: Masterplan Hogeschool Windesheim, Zwolle, met o.a. Gebouw X (2010)

Zonder jaartal:
- Gebouw Postcheque- en Girodienst, Den Haag
- Kerk in Schiedam, in 2002 verbouwd tot woningen
- Hoofdkantoor van Siemens, München
- Sporthuis Centrum, later Center Parks: bungalowparken De Lommerbergen, Het Vennenbos, Het Meerdal, De Huttenheugte, De Berkenhorst, Erperheide en De Eemhof

## Fotogalerij

### Architectenbureau Van den Broek en Bakema

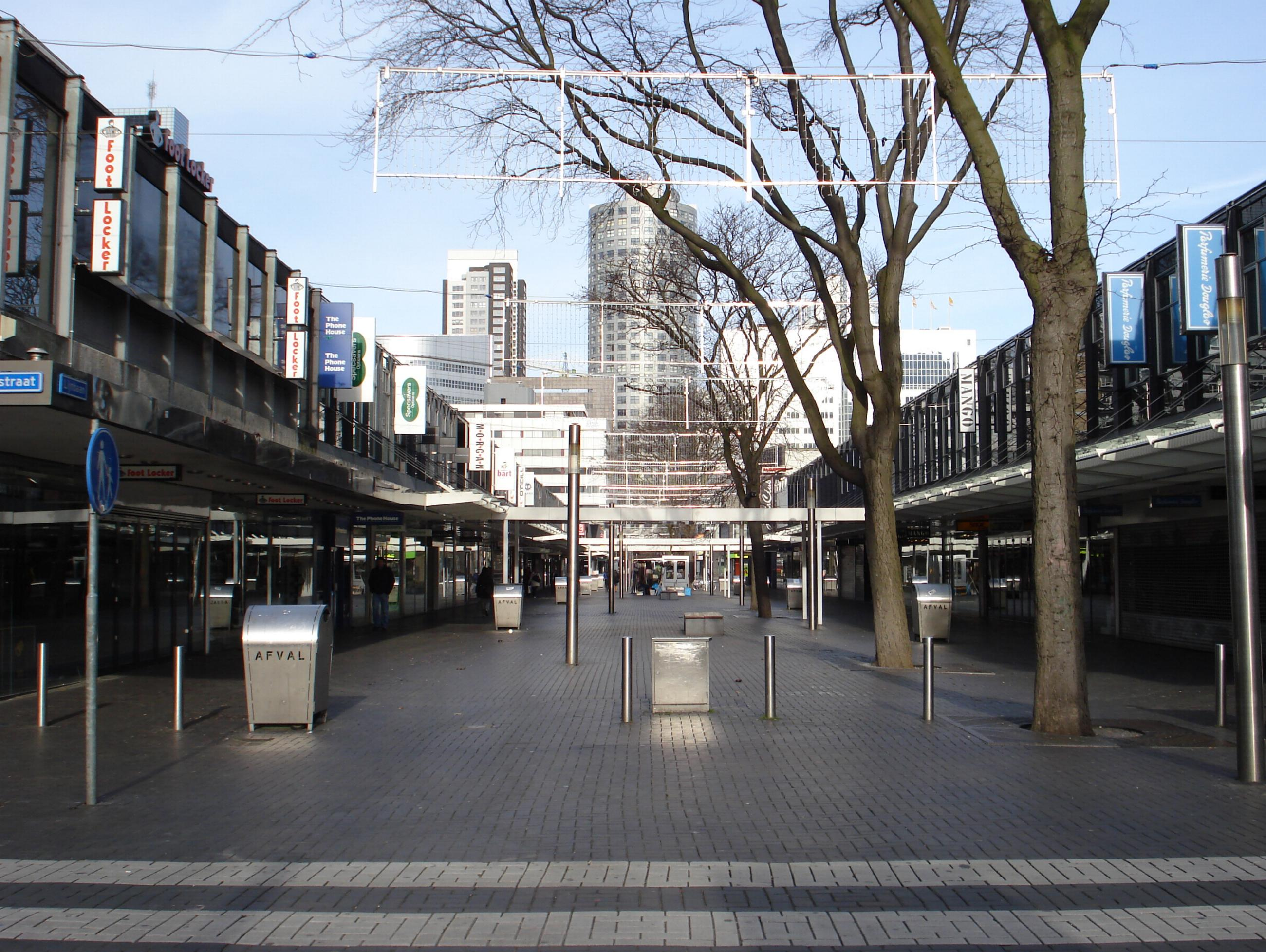
Winkelpromenade Lijnbaan Rotterdam 1953
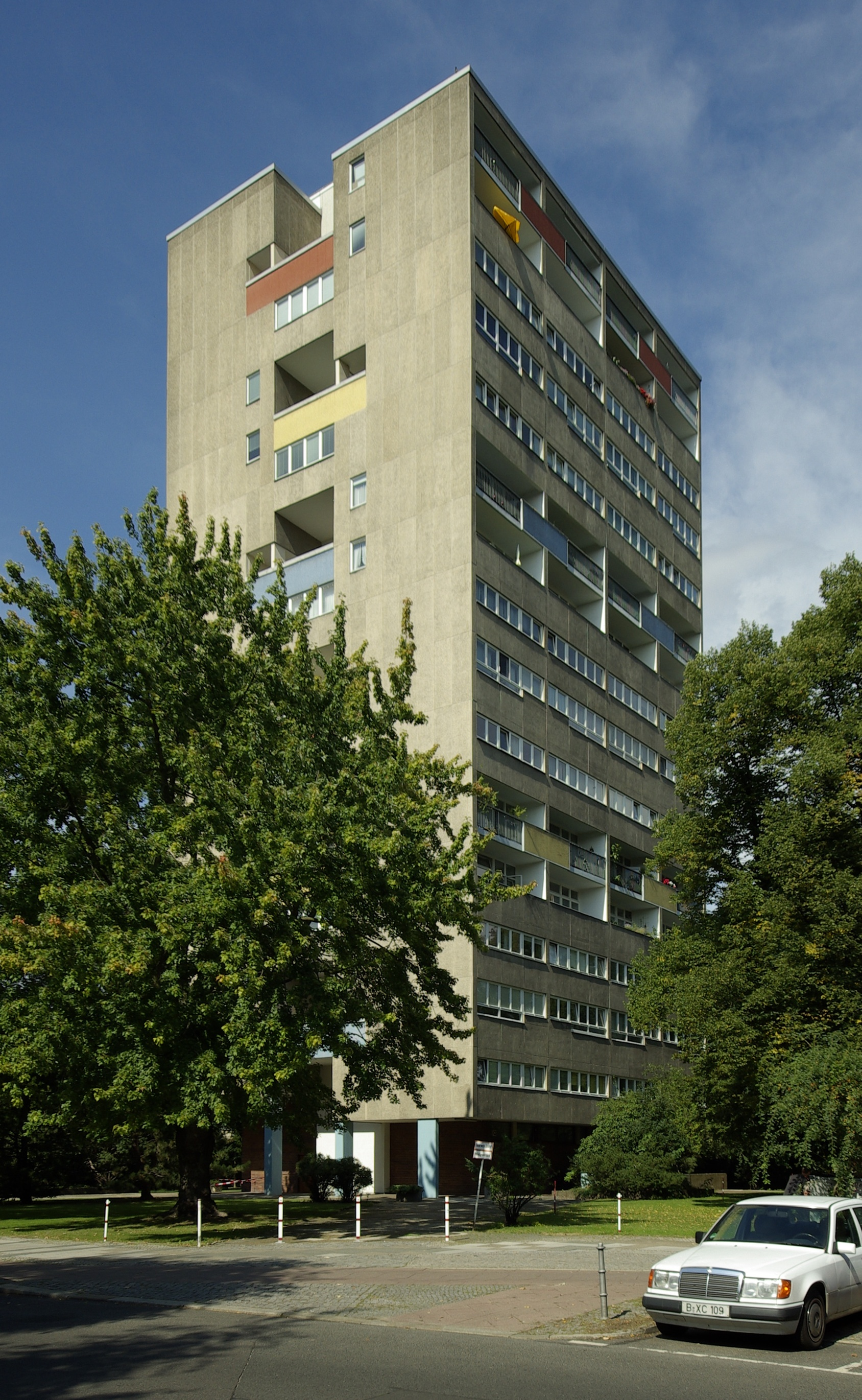
Woontoren Hansaviertel Berlijn 1959-1960
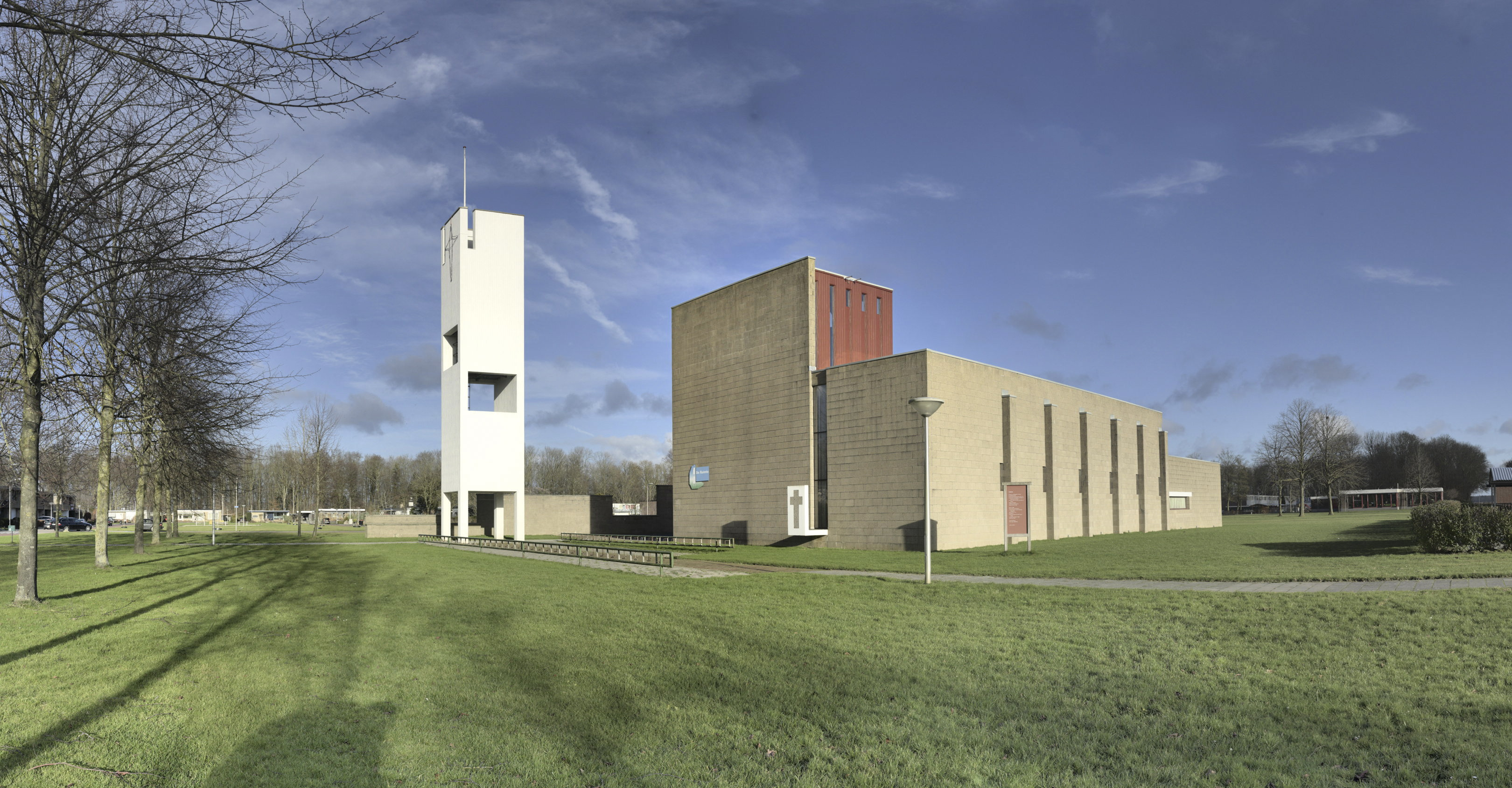
Kerk de Ruimte Nagele 1958-1962
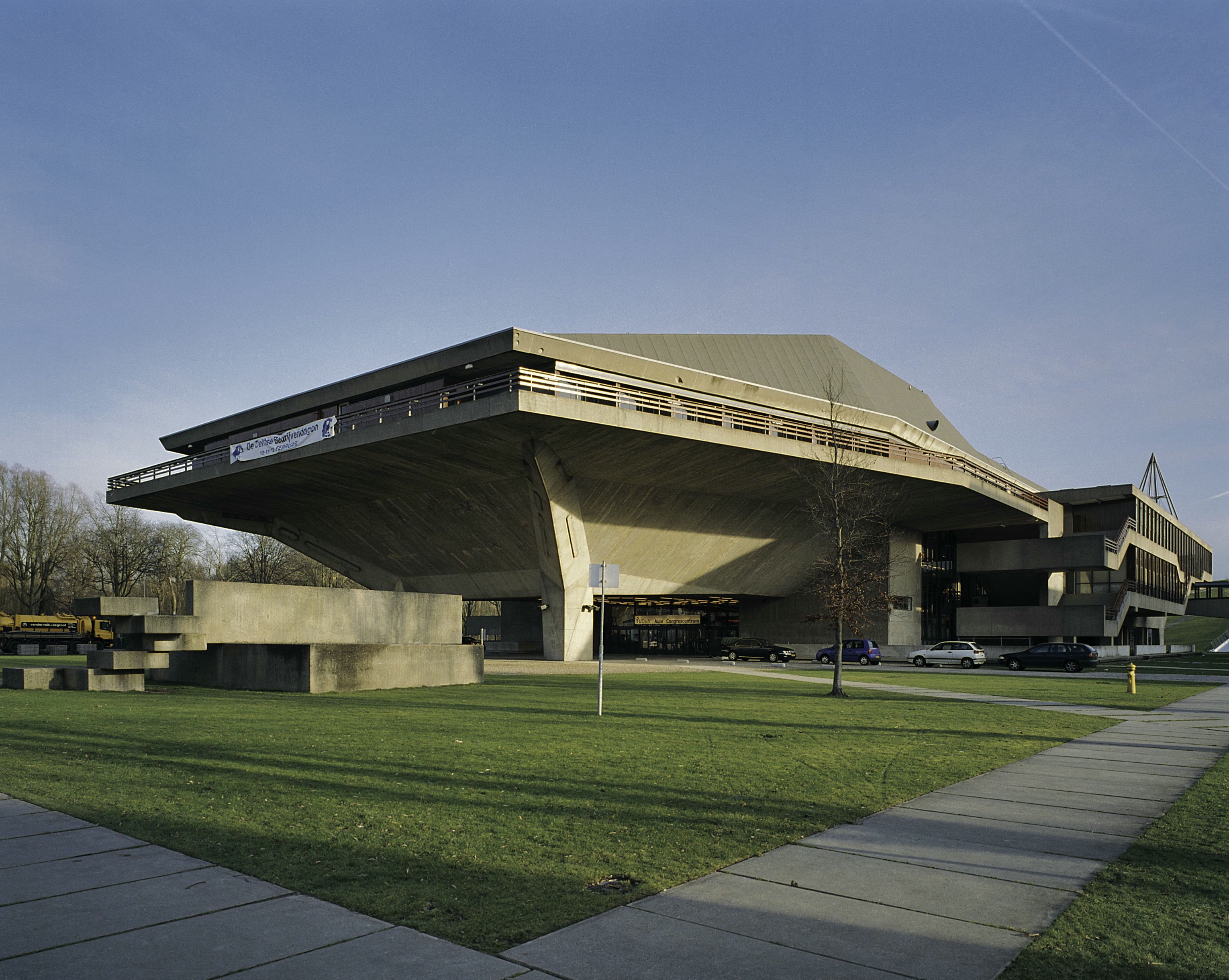
Aula TU Delft, 1966
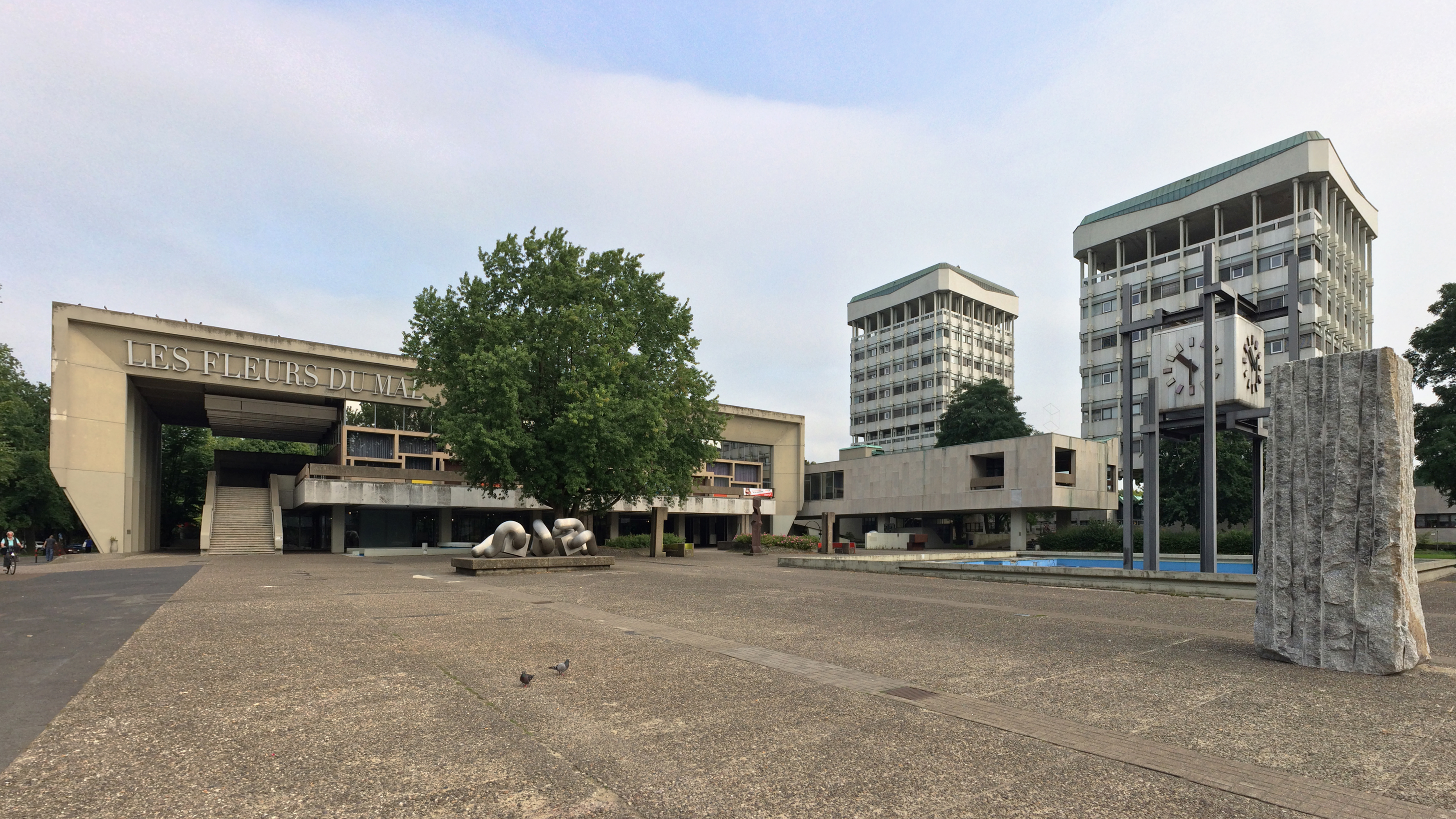
Stadhuis Marl 1960-1967
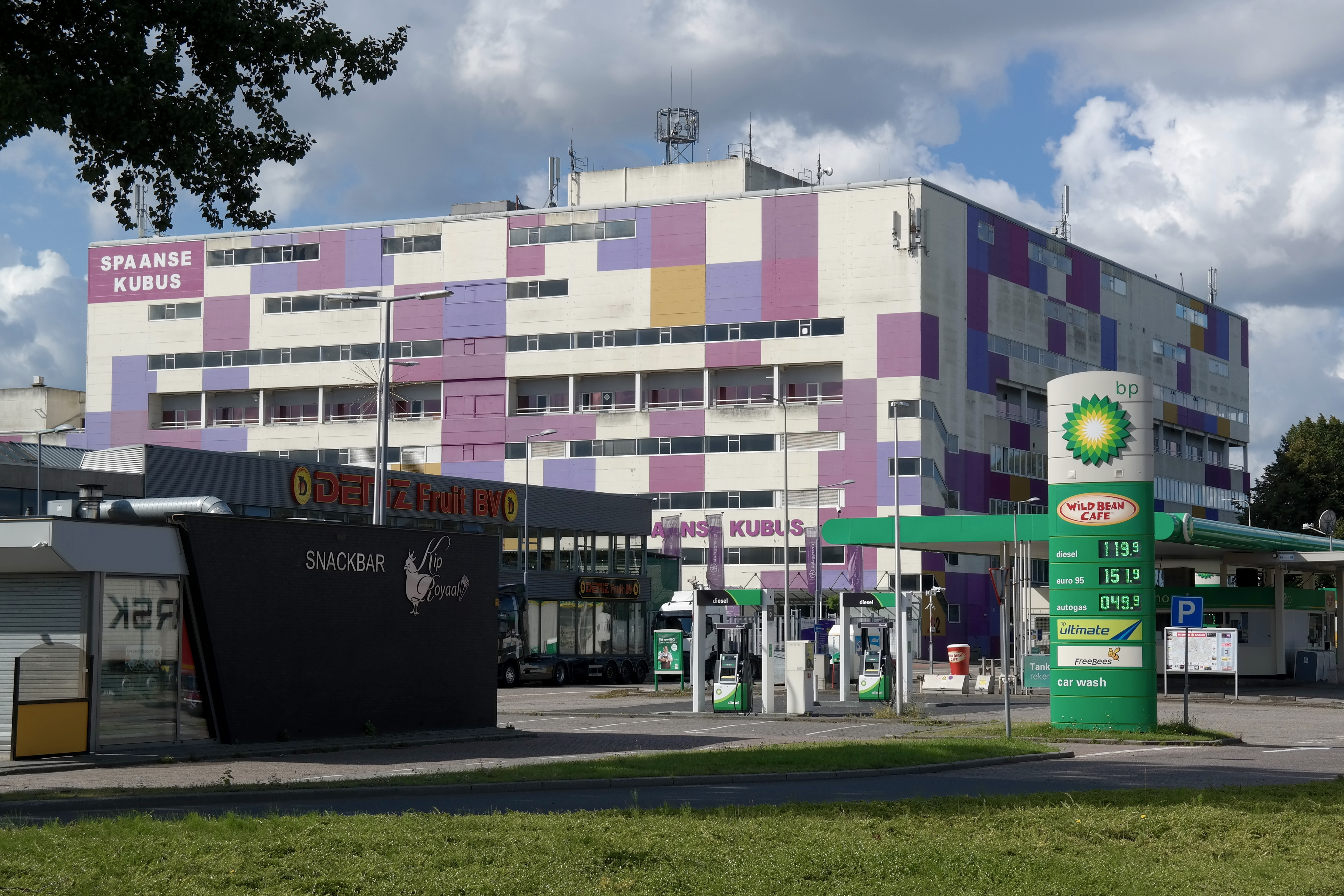
Pakhuis Warenhuis Ter Meulen 1967
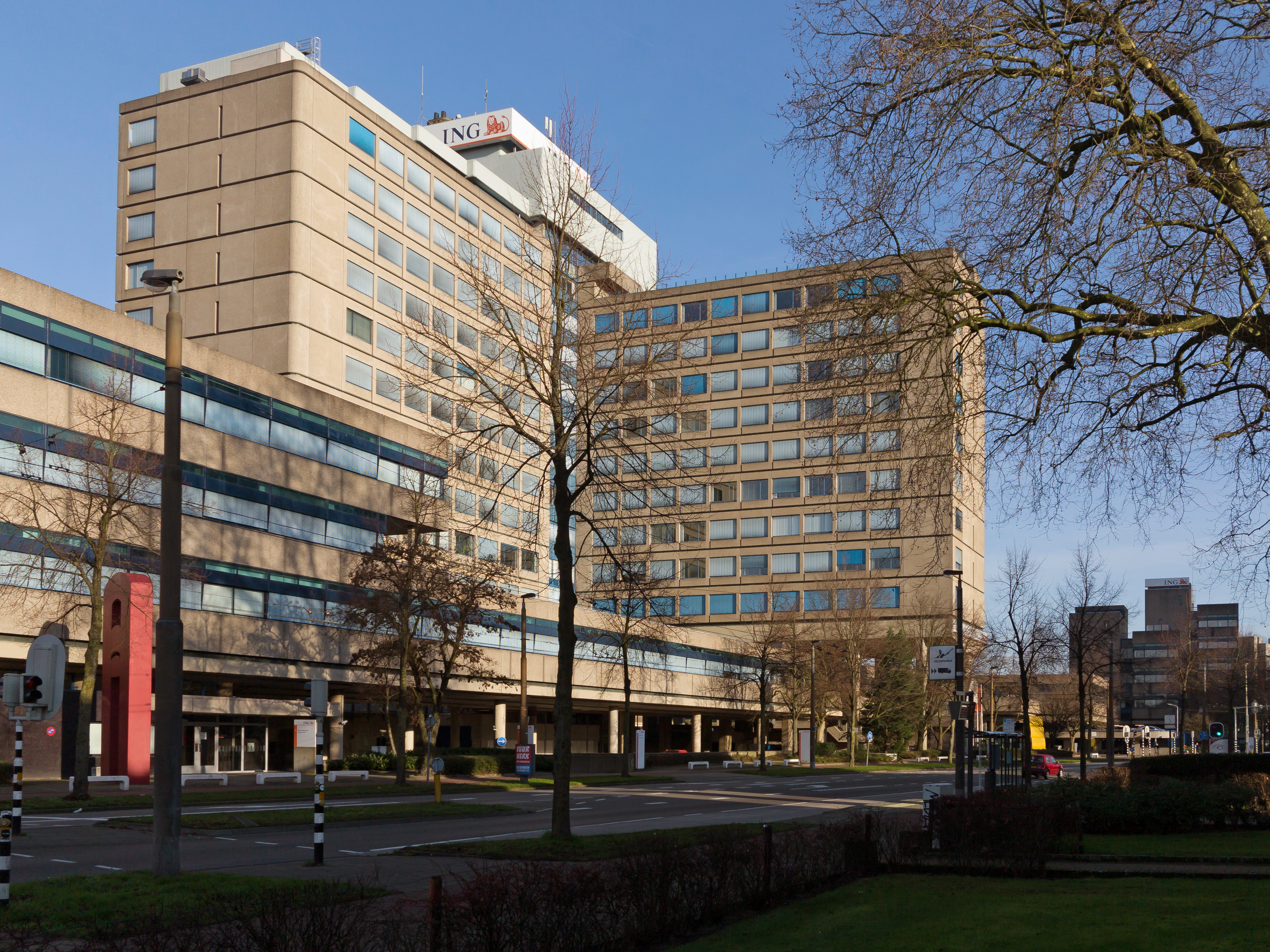
Girokantoor Arnhem, 1962-1968
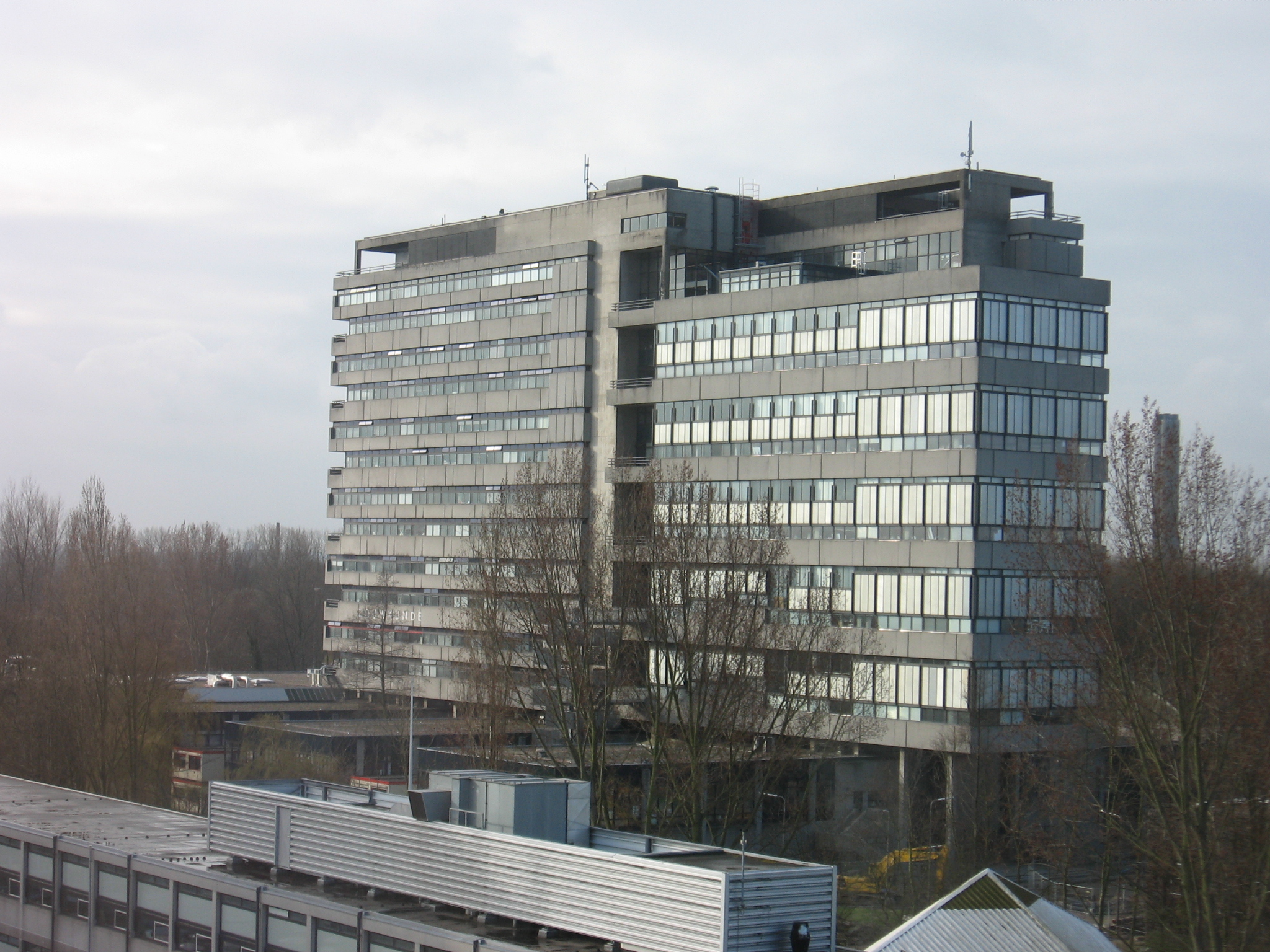
Faculteitsgebouw Bouwkunde TU Delft 1970
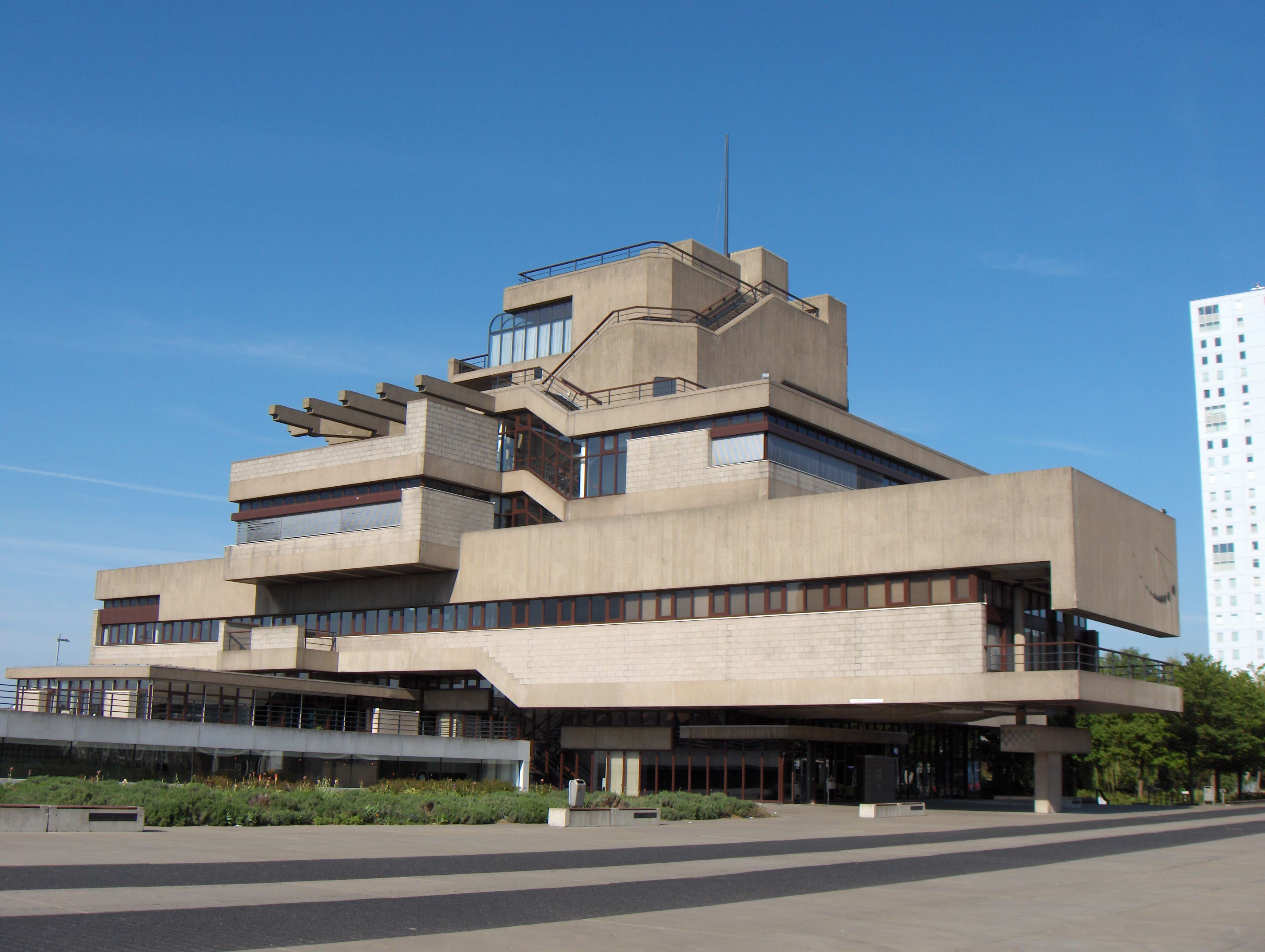
Stadhuis van Terneuzen 1966-1972
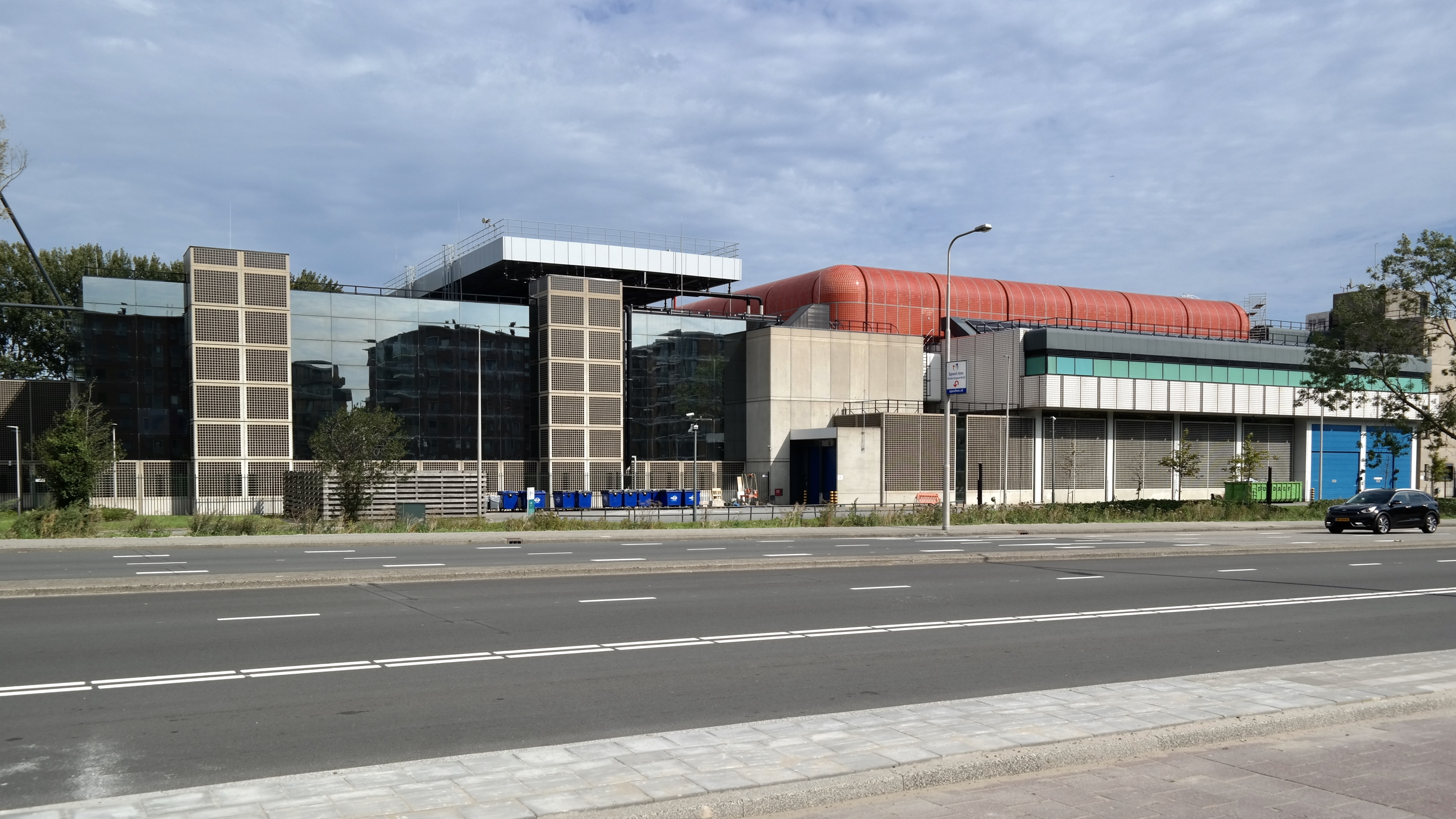
Computercentrum AMRO bank Amstelveen, 1970-1972
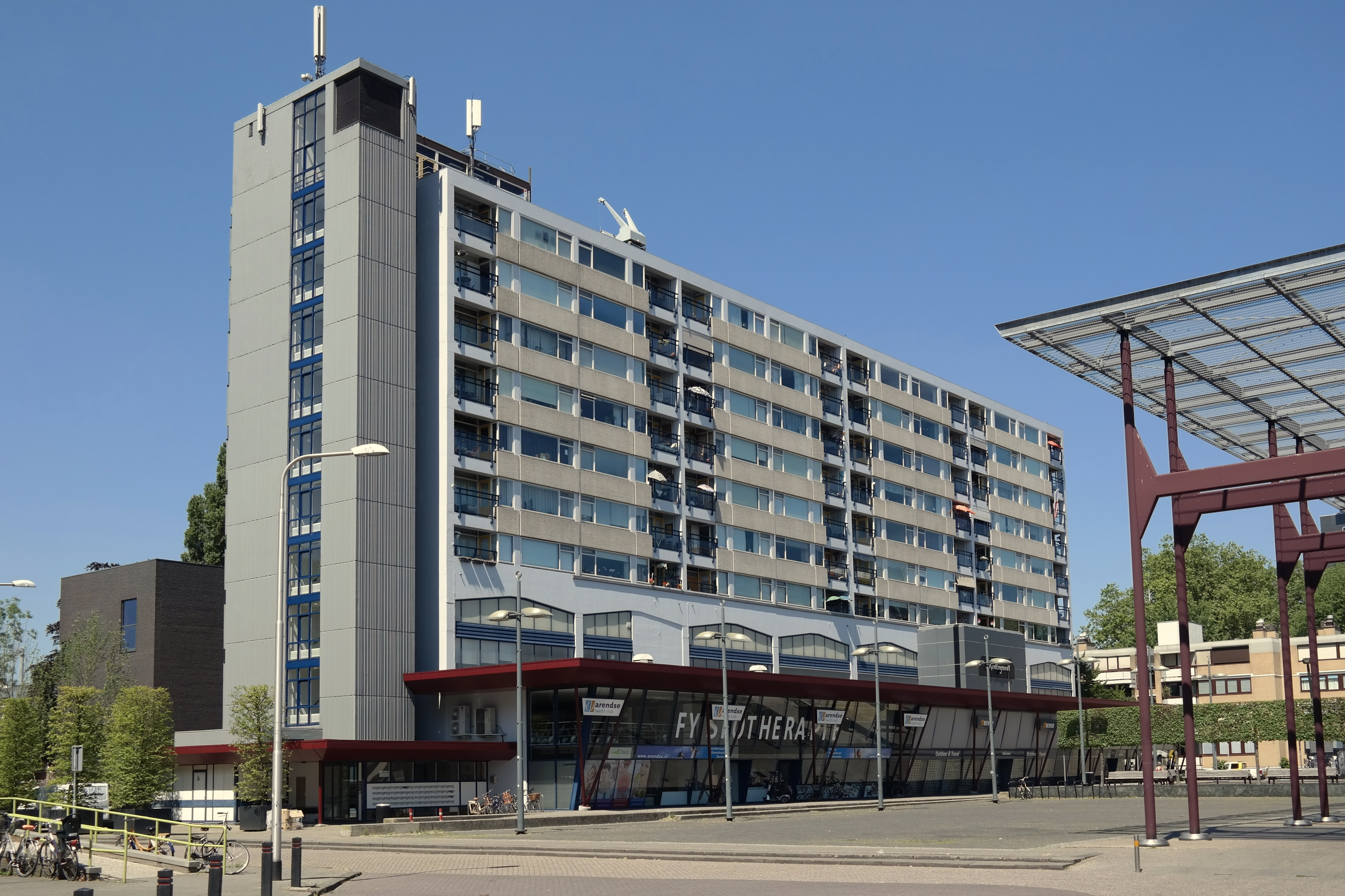
Koningsplein Tilburg 1964-1972
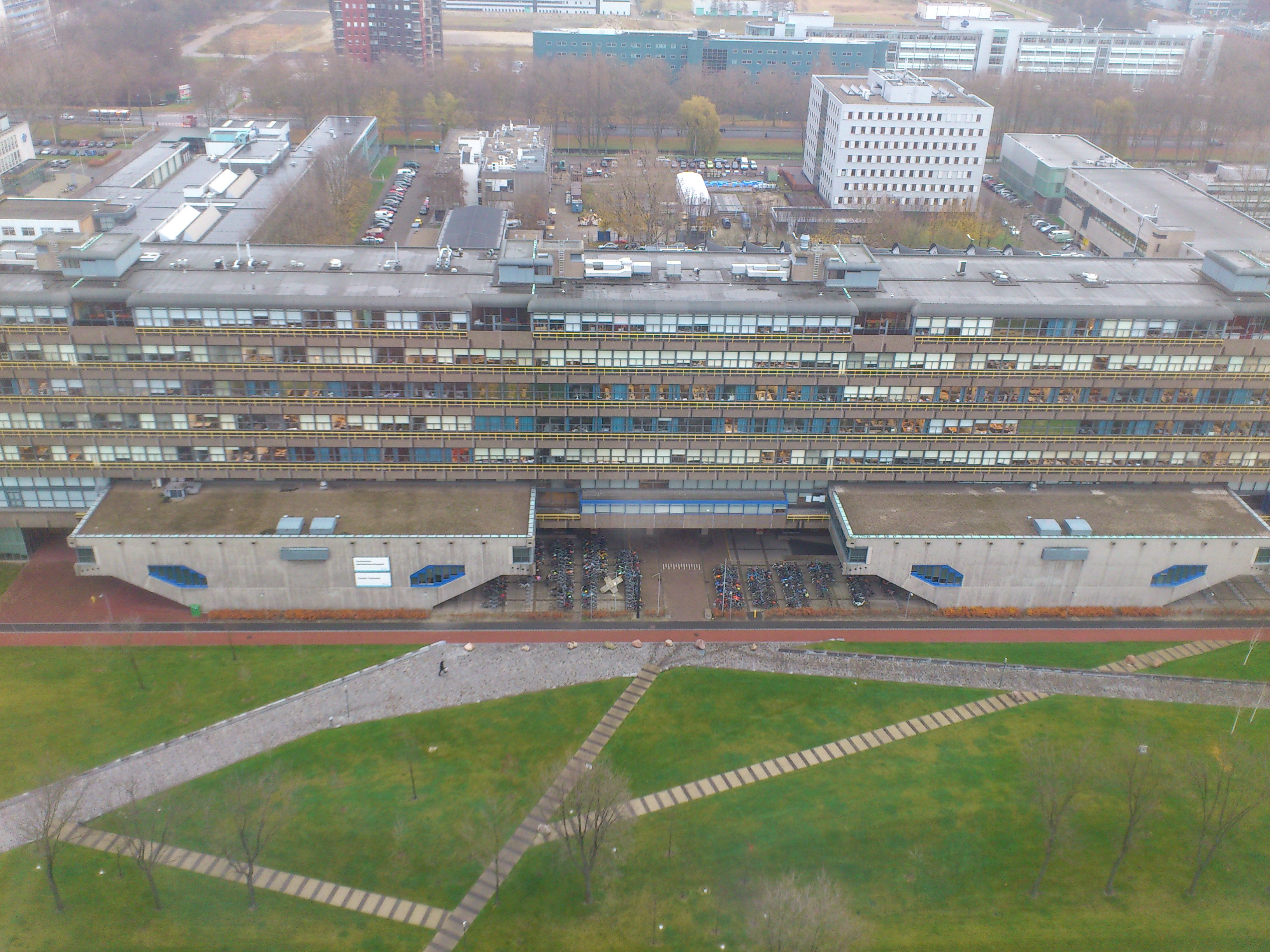
Faculteitsgebouw Civiele techniek TU Delft 1973
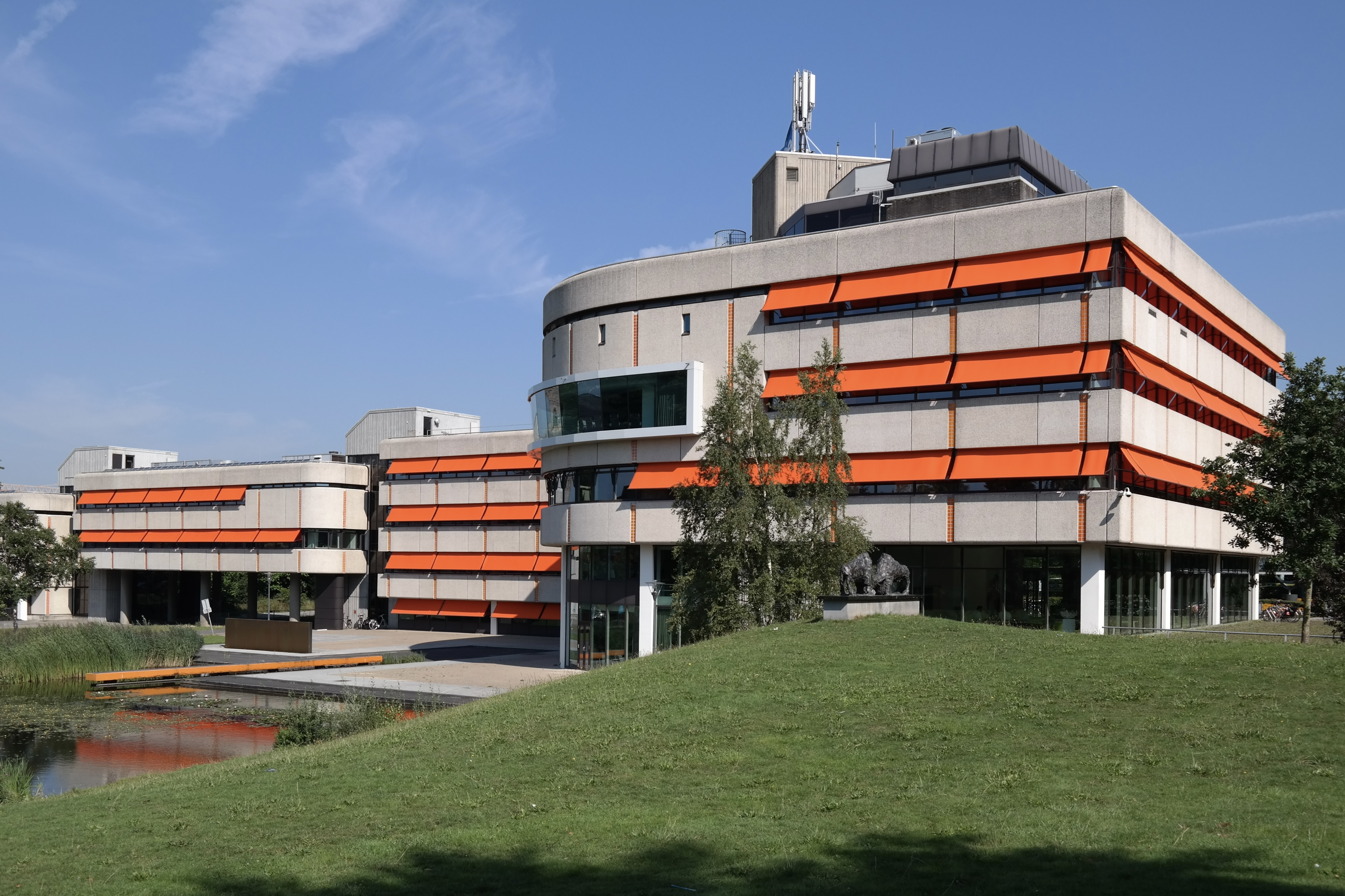
Raadhus Ede, 1966-1976
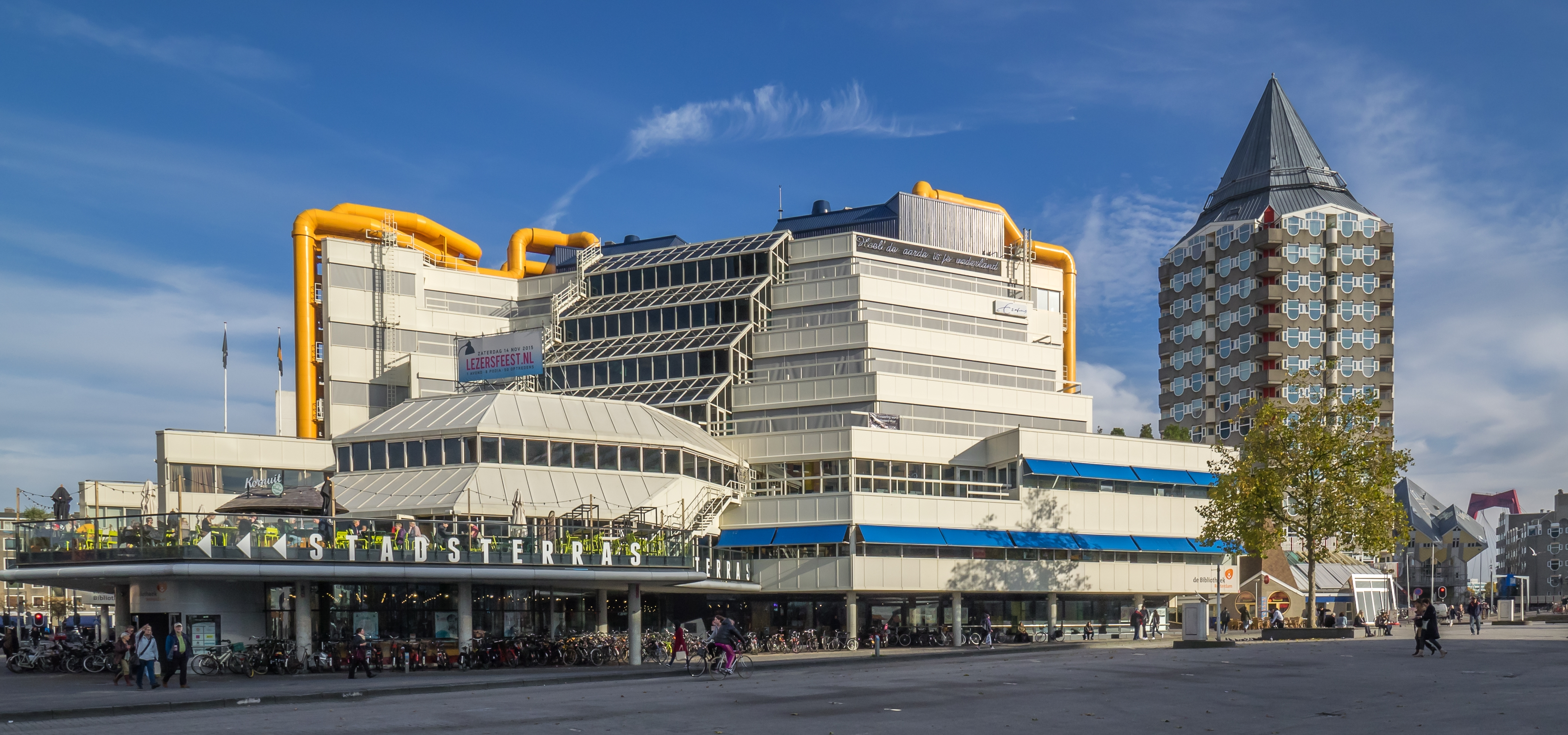
Centrale Bibliotheek Rotterdam 1978-1983
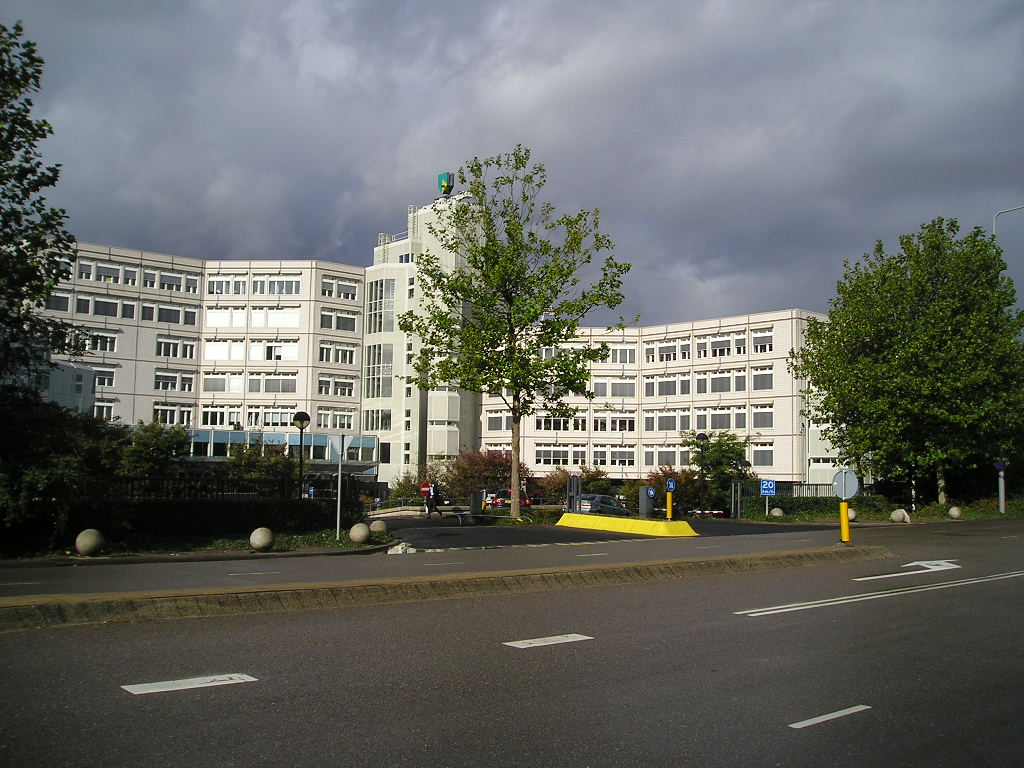
Hoofdkantoor AMRO-bank Amsterdam 1983-1987
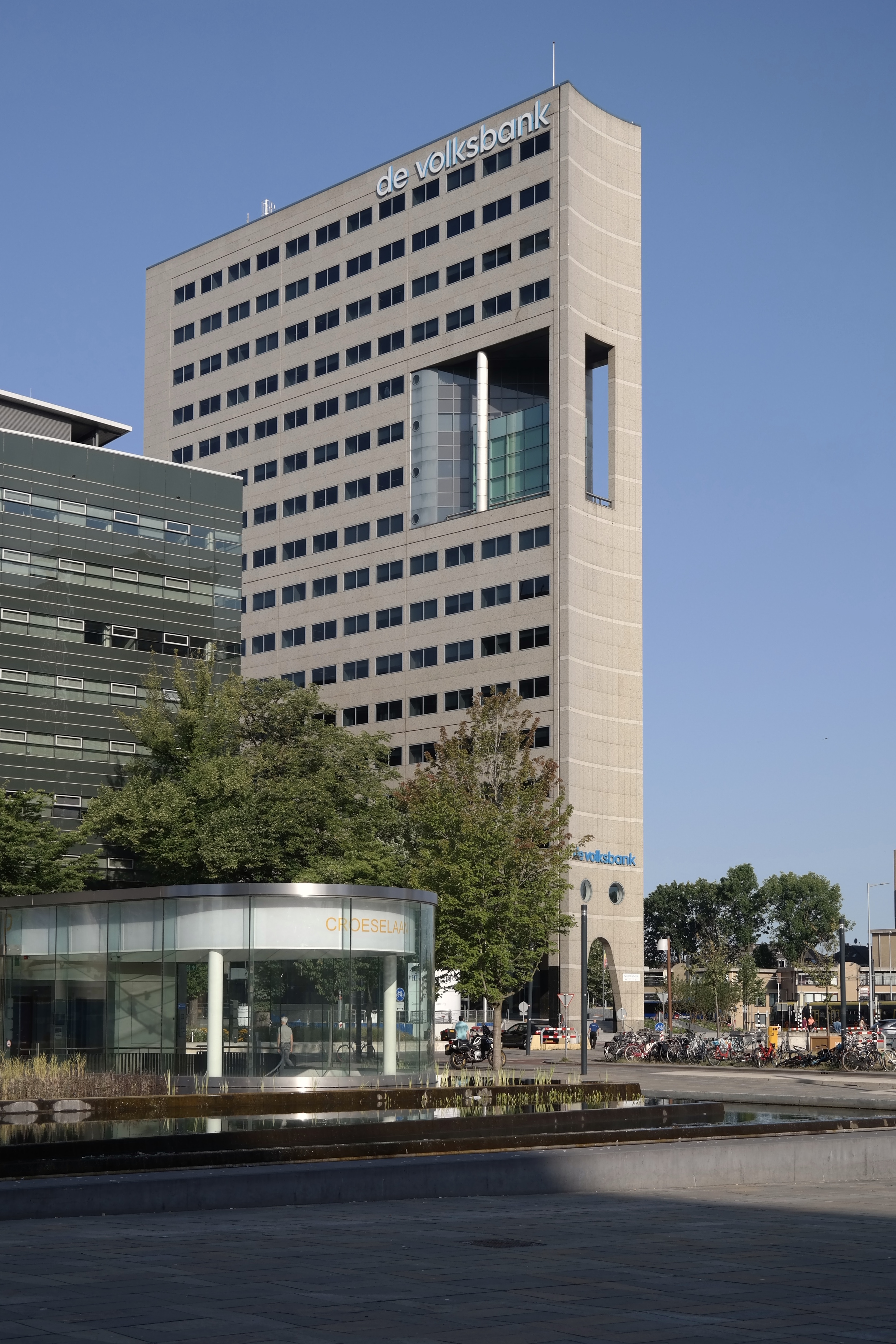
Croeselaan 1, Utrecht Hoogbouw Hojel City Center 1992
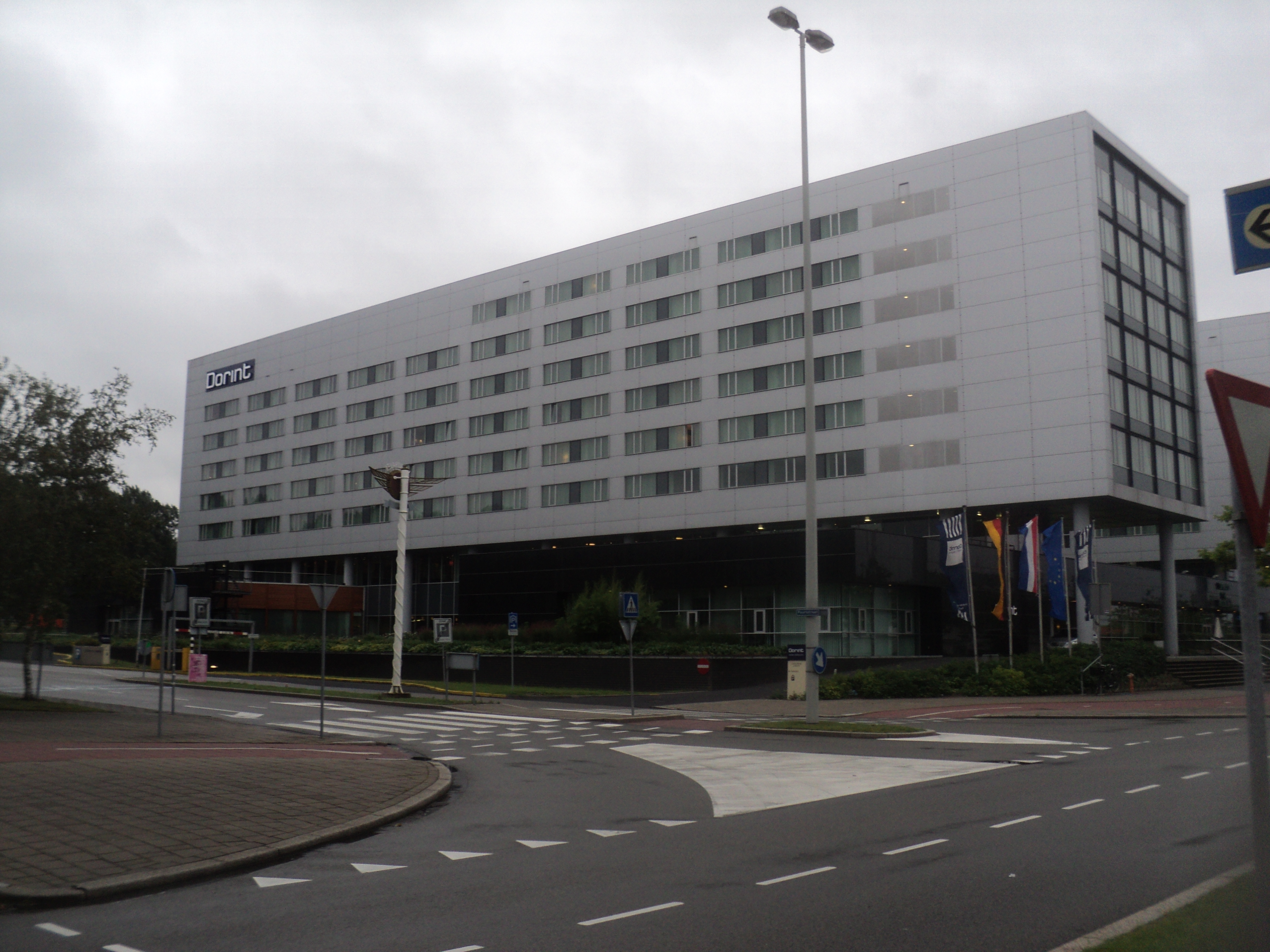
Dorint Hotel Schiphol Oost 1999-2003

### Broekbakema

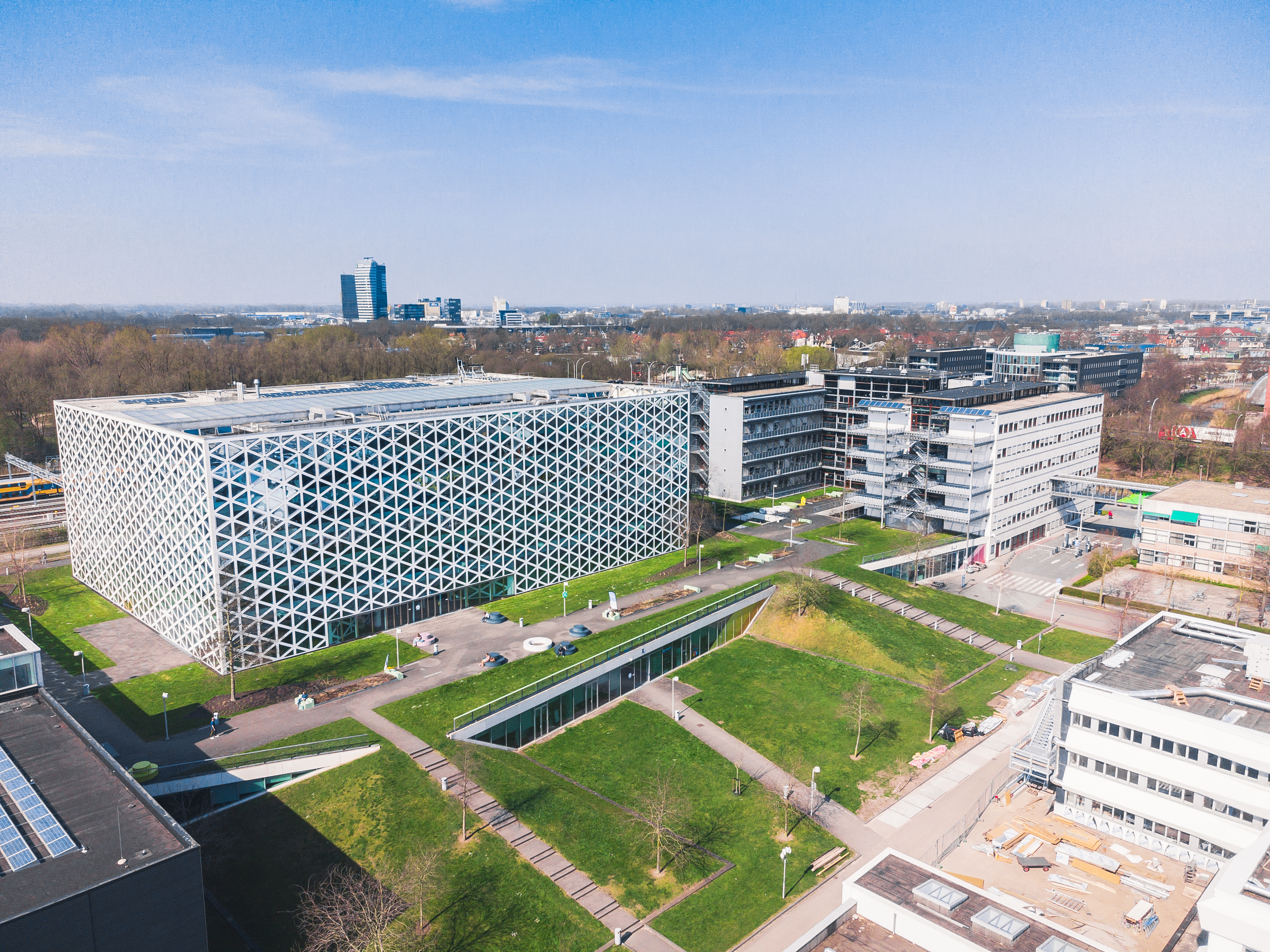
Hogeschool Windesheim Gebouw X Zwolle 2008-2010
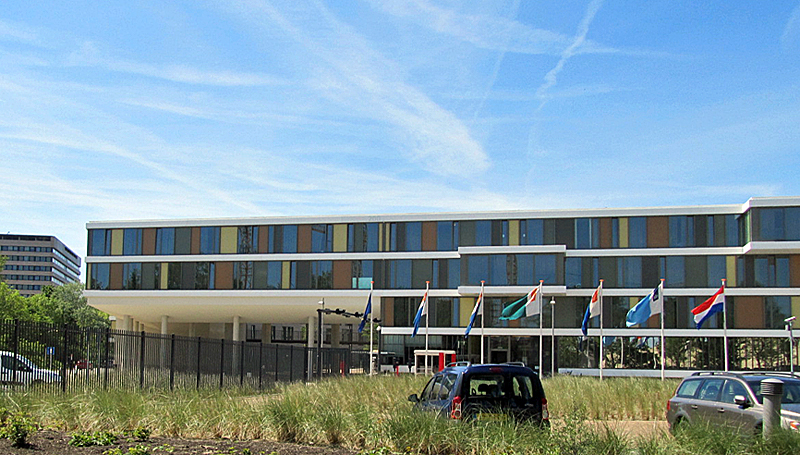
Legeringsgebouw Frederikkazerne Den Haag 2010-2012
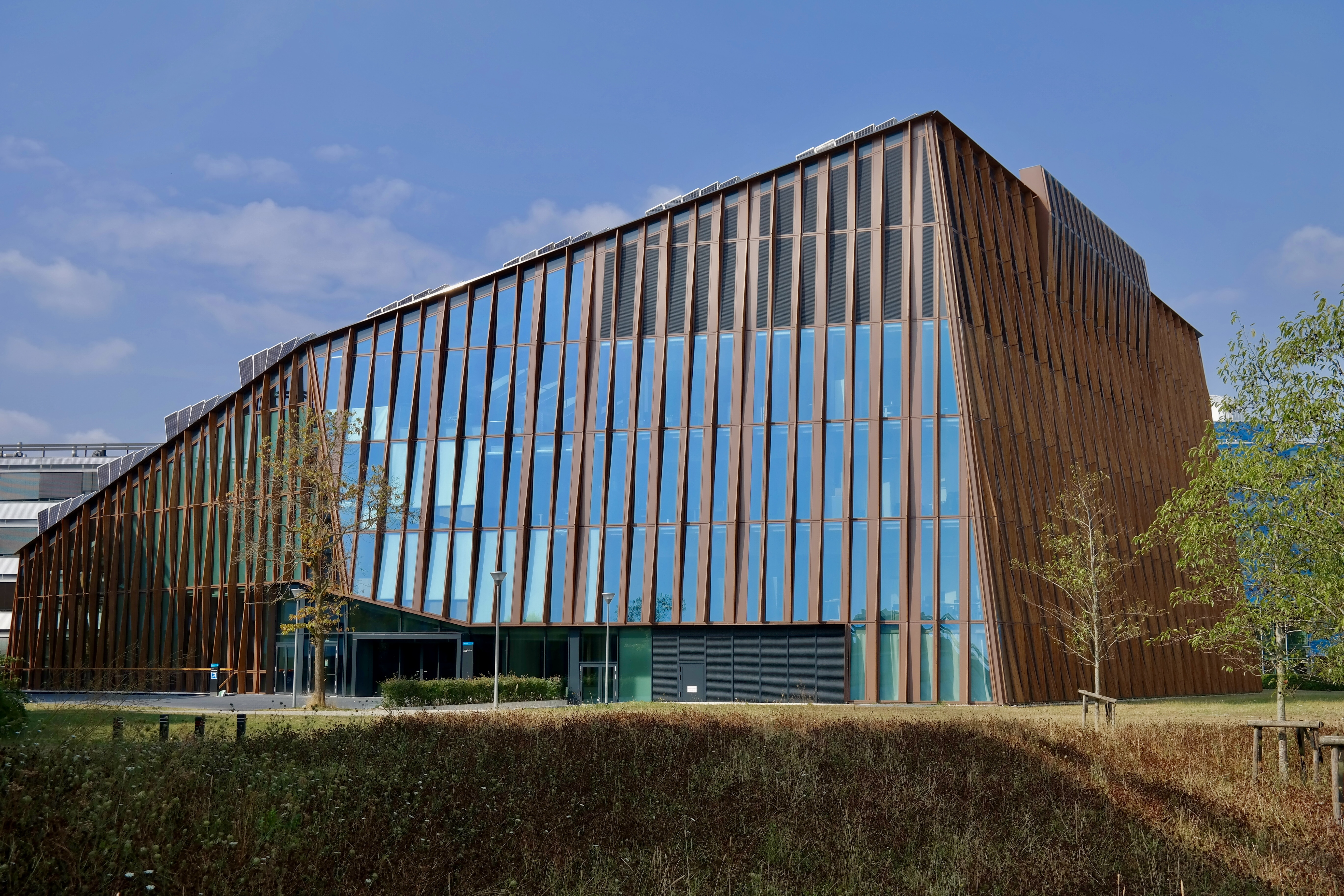
Energy Academy Europe Groningen 2013-2016
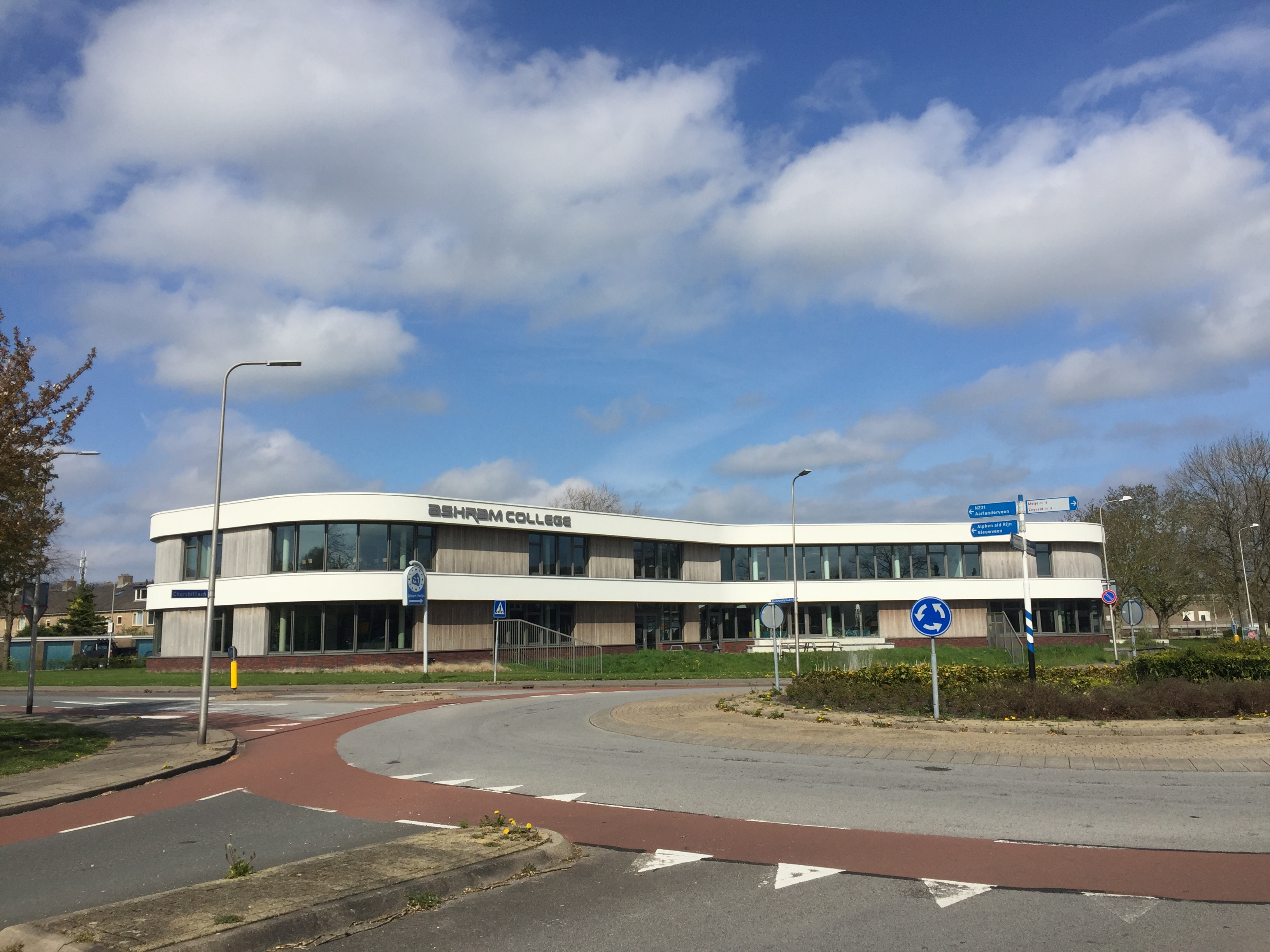
Ashram College Nieuwkoop 2016-2020